# Pablo Jarillo-Herrero
Pablo Jarillo-Herrero (ur. 11 czerwca 1976 w Walencji) – hiszpański fizyk. Profesor fizyki na Massachusetts Institute of Technology. Pionier tzw. twistroniki. Członek National Academy of Sciences.
Zespół fizyków na czele z Jarillo-Herrero ułożył parę arkuszy grafenu na sobie, schłodził system do temperatury oscylującej wokół zera bezwzględnego (w celu uzyskania nadprzewodnictwa) i obrócił jeden z arkuszy względem drugiego pod kątem 1,1 stopnia (kąt o wartości bliskiej tzw. magicznemu kątowi postulowanemu przez Allana MacDonalda i Rafiego Bistritzera, mający związek z prążkami moire). Następnie do materiału przyłożono niewielkie napięcie elektryczne, przez co grafen zmienił się z izolatora w nadprzewodnik. Eksperyment ten jako jeden z pierwszych wskazał na to, że zmiana kąta między materiałami dwuwarstwowymi zmienia ich właściwości elektryczne.
W 2023 roku zespół Jarillo-Herrero przeprowadził eksperyment, w którym pomiędzy dwiema warstwami grafenu położonymi względem siebie pod magicznym kątem umieścił pod odpowiednim kątem azotek boru. W tym eksperymencie nadprzewodnictwo dwuwarstwowego grafenu utrzymywało się po wyłączeniu napięcia. Dwuwarstwowy grafen do przekształcenia się w nadprzewodnik i pozostania nim potrzebował jedynie krótkiego impulsu elektrycznego. Zastosowanie takiego rozwiązania znacząco zwiększa wydajność przesyłu prądu.
W 2020 roku nagrodzony Nagrodą Wolfa w dziedzinie fizyki.